# Liste der Monuments historiques in Massac (Charente-Maritime)
Die Liste der Monuments historiques in Massac (Charente-Maritime) führt die Monuments historiques in der französischen Gemeinde Massac auf.

## Liste der Bauwerke
| Bezeichnung                       | Beschreibung              | Standort | Kennzeichnung | Schutzstatus | Datum | Bild           |
| --------------------------------- | ------------------------- | -------- | ------------- | ------------ | ----- | -------------- |
| Kirche Notre-Dame-de-l’Assomption | Erbaut im 12. Jahrhundert | (Lage)   | PA00104794    | Inscrit      | 1931  | weitere Bilder |

## Liste der Objekte
| Bezeichnung      | Beschreibung                              | Standort                                        | Kennzeichnung | Schutzstatus | Datum | Bild |
| ---------------- | ----------------------------------------- | ----------------------------------------------- | ------------- | ------------ | ----- | ---- |
| Skulptur Pietà   | Stein, polychrom gefasst, 15. Jahrhundert | in der Kirche Notre-Dame-de-l’Assomption (Lage) | PM17000874    | Inscrit      | 1976  |      |
| Zelebrantenstuhl | Holz, 18. Jahrhundert                     | in der Kirche Notre-Dame-de-l’Assomption (Lage) | PA00104794    | Inscrit      | 1991  |      |